# Lisposidama
Lisposidama is een geslacht van hooiwagens uit de familie Assamiidae.
De wetenschappelijke naam Lisposidama is voor het eerst geldig gepubliceerd door Lawrence in 1962. 

## Soorten
Lisposidama is monotypisch en omvat slechts de volgende soort:
- Lisposidama filipes